# Barrière d'arrêt

Un S-3A Viking effectuant un arrêt d'urgence dans la barrière du pont de l'USS Abraham Lincoln (CVN-72). L'avion n'est pas parvenu à apponter correctement en raison d'un train d'atterrissage endommagé.

Une barrière d'arrêt d'aéronef (souvent abrégé en « barrière d'arrêt »), en anglais : « emergency barricade », est un dispositif de sécurité aéronautique, destiné à stopper un avion en cas d'atterrissage difficile ou mal engagé. Dans le jargon aéronaval, le terme de « filet » est parfois également utilisé.